# Chenevrey-et-Morogne
Chenevrey-et-Morogne – miejscowość i gmina we Francji, w regionie Burgundia-Franche-Comté, w departamencie Górna Saona.
Według danych na rok 1990 gminę zamieszkiwało 168 osób, a gęstość zaludnienia wynosiła 19 osób/km² (wśród 1786 gmin Franche-Comté Chenevrey-et-Morogne plasuje się na 576. miejscu pod względem liczby ludności, natomiast pod względem powierzchni na miejscu 506.).
| 1962 | 1968 | 1975 | 1982 | 1990 | 1999 |
| ---- | ---- | ---- | ---- | ---- | ---- |
| 161  | 167  | 154  | 170  | 168  | 183  |